# 베러맨
베러맨(Better Man)는 미국, 오스트레일리아, 영국, 스위스, 중국 합작 제작된 마이클 그레이시 감독의 2024년 판타지 영화이다. 로비 윌리엄스 주연의 뮤지컬 영화이자 로비 윌리엄스의 전기 영화이다.

## 출연

### 주연
- 로비 윌리엄스 : 로비 윌리엄스 역 (목소리)

### 조연
- 존노 데이비스 : 로비 역 (모션 캡쳐)
- 스티브 펨버튼 : 피터 역
- 앨리슨 스테드먼 : 베티 역
- 데이먼 헤리먼 : 나이젤 역
- 앤소니 헤이스 : 크리스 역
- 케이트 물바니 : 자넷 윌리엄스 역
- 프레이저 해드필드 : 네이트 역
- 레이첼 바노 : 니콜 애플턴 역
- 톰 버지 : 가이 체임버스 역
- 제이크 시맨스 : 게리 발로우 역
- 리암 헤드 : 하워드 도널드 역
- 체이스 볼렌바이더 : 제이슨 오렌지 역
- 제시 하이드 : 마크 오웬 역
- 레오 하비엘레지 : 리암 갤러거 역
- 크리스 건 : 노엘 갤러거 역

## 참고 사항
- 수입사:  CJ CGV
- 제목은 로비 윌리엄스가 2001년에 발매한 동명의 싱글 곡에서 따왔다.